# Beschavingsmissie

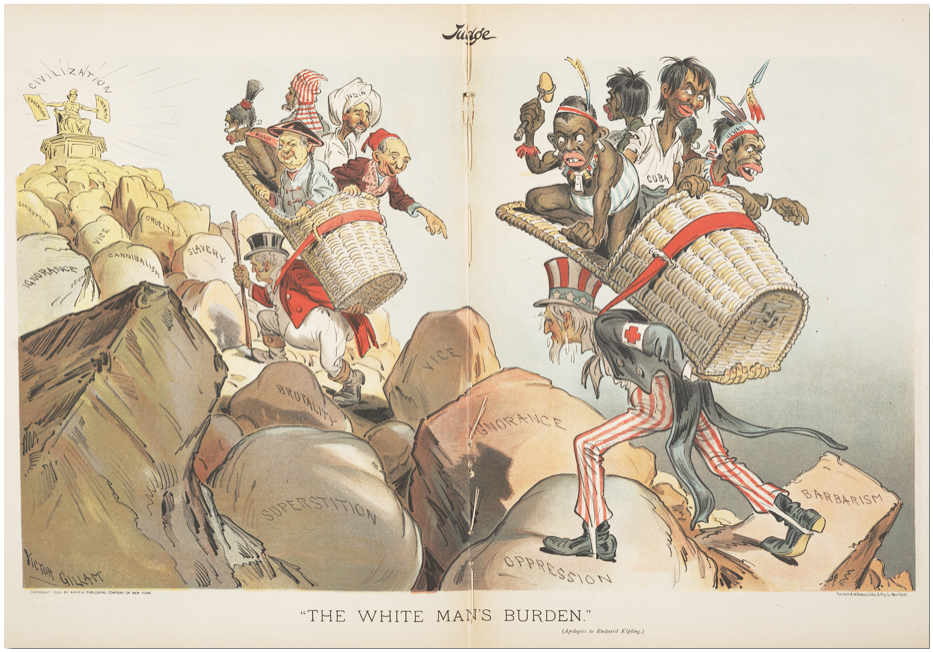
Cartoon van Judge over The White Man's Burden (1899): John Bull en Uncle Sam dragen zwoegend hun koloniale onderdanen richting beschaving.

De beschavingsmissie (Engels: civilizing mission; Frans: mission civilisatrice) was de ideologie onder imperiale en koloniale machten dat ze de taak, de roeping of zelfs de plicht hadden hun vermeende beschaving over te brengen op volkeren die zij als barbaars en onderontwikkeld zagen. Deze zendingsdrang om de eigen waarden en manier van leven te verspreiden bestond in Europa van de vijftiende tot de twintigste eeuw en was op zijn hoogtepunt in de negentiende eeuw. Hij was vooral sterk in Groot-Brittannië en Frankrijk, alsook in de Verenigde Staten, België, Nederland (met de Ethische politiek) en Duitsland. In niet-Europese samenlevingen waren er sociale groepen die deze visie deelden, maar doordat beschavingsmissies werden gebruikt om agressie, geweld en plundering te rechtvaardigen, werden ze tegen 1900 steeds meer gezien als hypocriet.

## Geschiedenis
Het concept 'beschaving' heeft zijn tegendeel nodig om zich te kunnen herkennen en definiëren. Samenlevingen die zich superieur voelen ten opzichte van hun buren zijn dan ook een universeel gegeven met wortels diep in de premoderne tijd. Steeds was er een behoefte om zich erkend te weten door bewondering of nijd, en niet zelden ook een neiging om de eigen manier van leven te verspreiden, desnoods door druk uit te oefenen. Alle expansieve religies kennen dergelijke beschavingsmissies.
Tijdens de vroegmoderne expansie van Europa was een missionaire dynamiek aanwezig, maar nog in beperkte mate. De ambities waren in de eerste plaats economisch en de overtuiging dat de Europese beschaving de enige standaard moest worden voor de rest van de wereld, had nog niet postgevat. Het bekeren van vreemde volkeren tot het christendom was belangrijk, maar werd soms teruggeschaald als dat in het belang van de opbrengst werd geacht. Naarmate het militaire, economische en wetenschappelijke overwicht van Europa toenam, groeide ook het idee dat het beter zou zijn voor niet-Europeanen als zij deze culturele verworvenheden overnamen. Deze beschavingsmissie was strikt eurocentrisch en inclusief. Ze stoelde op een optimistisch geloof in vooruitgang en toenadering. 
Dat geloof ging samen met de Verlichting, die universele en hiërarchische schema's ontwikkelde over de evolutie van primitieve natuursamenlevingen tot complexe burgermaatschappijen. Hoewel dergelijke processen niet noodzakelijk een actief ingrijpen veronderstelden, werden beschavingsmissies rond 1800 voor het eerst op grote schaal in de praktijk gebracht. De Franse revolutionairen en Napoleon Bonaparte maakten universele aanspraken en gedroegen zich  neerbuigend in bezette gebieden zoals de Oostenrijkse Nederlanden, Italië, Spanje, de Rijnbondstaten en Egypte. Het autoritaire beschavingsregime van Napoleon wilde overal een geheel nieuwe, rationele orde tot stand brengen. De Britse of victoriaanse beschavingsstijl had meer respect voor plaatselijke instellingen en werd vooral gedreven door een religieuze impuls. Zo slaagde een alliantie van evangelisten en utilitaristen er in 1829 in om, samen met de lokale leider Ram Mohan Roy, de praktijk van de weduweverbranding buiten de wet te doen stellen, nadat de East India Company die aanvankelijk had gedoogd. Tegen het midden van de negentiende eeuw kristalliseerde de beschavingsmissie van de Britten zich helemaal uit. Typisch was de grote nadruk op de markteconomie en op het volkenrecht, naast vanzelfsprekend religie.
Waar de inspanningen om het christendom in te voeren vaak weerstand ontmoetten, vond het recht makkelijker ingang, bijvoorbeeld in Japan, het Ottomaanse Rijk en Egypte. Vooral de veelzijdige common law viel goed te verzoenen met plaatselijke rechtstradities. Er werd een standard of civilization aangehouden die zaken inhield als een verbod een wrede lijfstraffen, de onschendbaarheid van eigendom en contracten, of de uitwisseling van symbolisch gelijkwaardige amassadeurs. De tweede pijler van de victoriaanse beschavingsmissie was de vrije markt. Door het uit de weg ruimen van hinderlijke instellingen zouden zelfregulerende systemen hun heilzame werk kunnen doen. Dit omvatte ook een opvoeding tot arbeid, maar in de koloniale praktijk kwam dat bevoogdende aspect vaak neer op veel arbeid en weinig opvoeding. Naast arbeidsdwang bestond er ook een arrogante onverschilligheid tegenover het wegkwijnen van 'primitieve' volken (de zogenaamde dying races). Beschavingskandidaten die niet aan de standaard voldeden, riskeerden al snel marginalisering en repressie. 
Beschavingsmissies hingen niet af van territoriale controle en in het bijzonder missionarissen drongen ook in niet-gekoloniseerde landen door. Uiteraard ging de 'beschavingsarbeid' makkelijker in kolonies, maar het werd delicaat op plekken waar men genoegen nam met indirect bestuur. Zolang de onderdanen de vrede bewaarden, belasting betaalden en exportwaar leverden, mochten ze hun structuren deels behouden. Niet zelden verstoorde een te grote beschavingsdrang dergelijke precaire evenwichten. Evenmin nam de civiliserende ideologie alleen niet-Europese landen in het vizier. De beschaafde elite had ook een binnenlands programma voor boeren, stedelijke armen en landlopers. Zij moesten evenzeer dankzij paternalisme de moderniteit worden binnengeleid.
Het gebruik van geweld in de kolonies tastte de geloofwaardigheid van de beschavingsmissies aan en na het midden van de negentiende eeuw was hun hoogtepunt voorbij. In de decennia vóór 1900 was het racisme bij sommige beschavers zo extreem dat ze het geloof in de ontwikkelingsmogelijkheden van sommige volken verloren en werden beschavingsmissies ook steeds meer gepercipieerd als onoprecht. Aziaten en Afrikanen brachten de verheven westerse principes in stelling tegen hun meesters. De Eerste Wereldoorlog was nefast voor het aura van de blanke man en noopte tot een mildering van de beschavingsretoriek. Hoewel de materiële voorsprong van Europa en de neo-Europese samenlevingen in 1920 groter was dan ooit, begonnen zich krachten te roeren die de aanspraak op universaliteit in twijfel trokken. Het superioriteitsgevoel bleef bestaan, maar de innerlijke zekerheid was niet intact. De beschavers kenden na de oorlog nog een revival, maar tegelijk leefde in de jaren jaren dertig ook het idee van superioriteit zónder het minimum aan sympathie dat inherent was aan beschavingsmissies. Met name voor Italië, Duitsland en Japan stopte het bij het recht van de sterkste. Niettemin bleef de afgezwakte vorm van de beschavingsmissie nog vele decennia bestaan en overleefde tot in de postkoloniale tijd.

## In de letteren
Naar aanleiding van de Amerikaanse koloniseringsoorlog in de Filipijnen schreef Rudyard Kipling in 1899 het gedicht The White Man's Burden, waarin hij de opofferingen bezong die de blanke mannen zich getroostten om luie en ondankbare wilden te civiliseren. Datzelfde jaar toonde Joseph Conrad in zijn roman Heart of Darkness hoe het geweld dat inherent was aan de beschavingsmissie de psyche van de beschavers zelf aantastte. 

## Congo
In de Onafhankelijke Congostaat van Leopold II was de beschavingsmissie van meet af aan een leitmotiv. Het concept was aanwezig in de Akte van Berlijn (1885) en in de Conventie van Brussel (1890), die een verbod instelde op slavenhandel. Tegelijk had Leopold nauw samengewerkt met slavenhandelaars, bleef hij slavernij gedogen en organiseerde zijn staat een intense arbeidsdwang. Het omzetten van de beschavende intenties in beleid kwam nauwelijks van de grond en werd in essentie overgelaten en missionarissen en zendelingen zonder veel middelen. De kloof tussen woord en daad was dus bijzonder groot en noopte Leopold er uiteindelijk toe Congo af te staan aan België. Door het Koloniaal Charter van Belgisch-Congo (1908) werd de beschavingsmissie een constitutioneel begrip, maar de manier waarop het gestalte kreeg veranderde slechts langzaam. Bekering, katholieke waarden en economisch nut bleven vooropstaan. In de jaren twintig werd de assimilatiepolitiek gemilderd en kregen inheemse structuren meer ruimte. Niettemin bleef de superioriteit van de kolonisatoren onaantastbaar en hadden de Congolezen geen inspraak in hun civilisering. Gouverneur-generaal Pierre Ryckmans (r. 1934-1946) sprak van Dominer pour servir ("heersen om te dienen"). Tot de onafhankelijkheid in 1960 was het beleid gegrond op het idee van raciale minderwaardigheid en segregatie.

## Voetnoten
1. ↑  Pierre-Olivier de Broux en Bérengère Piret, "'Le Congo était fondé dans l'intérêt de la civilisation et de la Belgique'. La notion de civilisation dans la Charte coloniale" in: Revue interdisciplinaire d'études juridiques, 2019, nr. 2, p. 51-80. DOI:10.3917/riej.083.0051